# Mambillikalathil Govind Kumar Menon

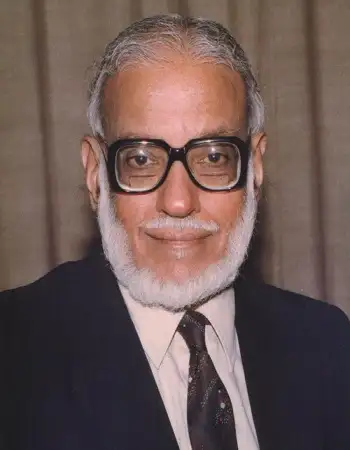
M. G. K. Menon (2011)

Mambillikalathil Govind Kumar „Goku“ Menon (oft M. G. K. Menon abgekürzt; * 28. August 1928 in Mangalore, Mysore, Britisch-Indien; † 22. November 2016 in Neu-Delhi, Indien) war ein indischer Teilchenphysiker, Wissenschaftsfunktionär und Politiker.

## Leben und Wirken
Menon studierte am Jaswant College in Jodhpur (Bachelor 1946) und am Royal Institute of Science in Mumbai (Master 1949). Er erwarb 1952 bei Cecil Frank Powell an der University of Bristol einen Ph.D. in Physik. Von 1955 bis 1971 war er am Tata Institute of Fundamental Research, ab 1966 in der Nachfolge von Homi J. Bhabha als Direktor.
Menon konnte wichtige Beiträge zur Teilchenphysik leisten. Er entwickelte Techniken der Kernemulsion und konnte mit Messungen in größter Höhe und  großer Tiefe verschiedene Myonen und ihre Zerfälle nachweisen.
Von 1971 bis 1982 diente Menon in verschiedenen Funktionen der Indischen Regierung, darunter Secretary to the Government of India (etwa: Staatssekretär), 1972 Leiter der Indian Space Research Organisation (ISRO), Generaldirektor des CSIR und des DRDO, 1982 bis 1989 Mitglied der Planungskommission für die Fünfjahrespläne, 1986 bis 1989 Wissenschaftlicher Berater des Premierministers, 1989/1990 Staatsminister für Wissenschaft und Technologie im Kabinett V. P. Singh. Menon war Mitglied und Präsident aller drei Wissenschaftsakademien von Indien.
Von 1990 bis 1996 war M. G. K. Menon Abgeordneter in der Rajya Sabha.
Mambillikalathil Menon war seit 1955 mit Indumati Patel verheiratet.

## Auszeichnungen (Auswahl)
- 1960 Shanti-Swarup-Bhatnagar-Preis[2]
- 1961 Padma Shri
- 1964 Mitglied der Indischen Akademie der Wissenschaften (Indian Academy of Sciences)[3]
- 1968 Padma Bhushan
- 1970 Mitglied der Royal Society
- 1970 Mitglied der Indian National Science Academy[4]
- 1971 Mitglied der American Academy of Arts and Sciences[5][6]
- 1974–1976 Präsident der Indischen Akademie der Wissenschaften[3][7]
- 1981 Mitglied der Päpstlichen Akademie der Wissenschaften[8]
- 1981/1982 Präsident der Indian National Science Academy[9]
- 1983 Gründungsmitglied der Third World Academy of Sciences (heute Academy of Sciences for the Developing World)[10]
- 1985 Padma Vibhushan
- 1987/1988 Präsident der National Academy of Sciences India[11]
- 1997 Honorary Fellow des Institute of Physics
- 2008 Benennung des Asteroiden (7564) Gokumenon[12]
- Mitglied der National Academy of Sciences India, Mitglied der Akademie der Wissenschaften der UdSSR
- Ehrendoktorate folgender Universitäten: Universität Delhi, Universität Allahabad, University of Roorkee, Banaras Hindu University, Utkal University, Aligarh Muslim University, University of North Bengal, Indian Institute of Technology Madras, Indian Institute of Technology Kharagpur
- Die National Academy of Sciences, India vergibt einen Prof. M.G.K. Menon Lecture Award.
- 2008 wurde der Asteroid (7564) Gokumenon nach ihm benannt.